# Jean Bessat
Jean Bessat (2 octobre 1873 à Beaucaire - 9 février 1963 à Arles) est un félibre et poète occitan.

## Biographie
Jean Bessat a commencé à travailler aux côtés de son père vigneron pour en suite être embauché par la Société des chemins de fer des Bouches-du-Rhône à la gare du Paradou. Sa rencontre vers 1910 avec Charloun Rieu, lui a ouvert le monde de la poésie et celui du Félibrige (en 1912).
Pendant la Première Guerre mondiale, il a été placé dans la réserve territoriale.
Il est devenu cabiscòl (président) de l'Escolo mistralenco d'Arles en 1924, Syndic de la Maintenance de Provence de 1930 à 1934, clavaire (trésorier) du Félibrige de 1932 à 1937 puis majoral (Cigale de l'Olivier) en 1932.
Jean Bessat devient membre de l'Académie régionale d'Arles reconstituée en 1941 et en février 1945, il succède à Fernand Benoit à la tête de l'académie refondée et devenue Académie d'Arles. Il a du s'employer pour faire oublier les sympathies à l'égard du régime de Vichy de l'Académie régionale d'Arles, d'où en particulier le changement de nom. Il donnait des cours de langue et littérature provençales dans le cadre de l'Académie. Il démissionne de l'Académie en décembre 1946, quitte Arles, et est remplacé par Raphaël Richard. Il revient à l'Académie en 1953.
Une avenue du Paradou porte son nom.

## Œuvres
Il est l'auteur de comédies, de poésies, de contes, de textes de chansons sur des musiques de Jacques Reybert.

### Poésies
- (oc) Jean Bessat et Jaque Reyber (musique), Segren e cascai : recuei de pouësio prouvençalo, Avignon, Joseph Roumanille, 1925, 141 p. (OCLC 458513810, BNF 31810032, SUDOC 005896975, lire en ligne)
- (oc + fr) Jean Bessat, Lou galeja fres : escapouloun de conte galoi, en vers : pèr dire au cabanoun, Arles, Empr. F. Berthier, 1927, 37 p. (OCLC 496020728, SUDOC 008971714)
- (oc + fr) Jean Bessat (trad. Antony Berthier, ill. Etienne Laget), Cant de païsan : oubreto en vers sus li travai de la terro, Avignon, J. Roumanille, 1927, 147 p. (OCLC 490062737, SUDOC 007427182)
- (oc + fr) Jean Bessat (trad. Bernat de Montaut-Manse), A la desciso : plang : Vers l'aval : élégies, Avignon, Joseph Roumanille, 1941, 255 p. (OCLC 495949034, SUDOC 005966086, lire en ligne)
- (oc + fr) Jean Bessat, Rapugo : pouèmo, Marseille, Robert & Fils, 1942, 253 p. (OCLC 489770930, SUDOC 005878195, lire en ligne)

### Contes
- (oc) Jean Bessat (préf. Louis Bechet, ill. Estève Laget), Li Conte de Mèste Jan : en prouvençau, Avignon, Joseph Roumanille, 1933, 195 p. (OCLC 31281700, SUDOC 005948347, lire en ligne)

### Théâtre
- (oc) Jean Bessat, Li Meissoun : pèço guierdounado dou segound prèmi de prèmi de proso i jo flourau de la Mantenènço de Prouvenço en 1923, 1925, 12 p. (OCLC 758480934, BNF 31810031, SUDOC 153151633)
- (oc) Jean Bessat et Jaque Reyber (musique), Un jujamen bèn rendu : coumèdi en un ate, emé tres cansoun de l'autour, 1934, 37 p. (OCLC 489828367, SUDOC 008970629)
- (oc) Jean Bessat, L'enfant : coumèdi tragi-coumico en un ata : scèno de la vido païsano, Arles, F. Berthier,, 1936, 35 p. (OCLC 495989098, SUDOC 495989098, lire en ligne)

### Chant
- (oc) Jean Bessat et Jacques Reybert (musique), Pèu-Pèu, conrouneto, 1925 (OCLC 842353805, BNF 43230396)
- (oc) Jean Bessat et Jacques Reybert (musique), Lou Castagnaire : Cansouneto, 1925 (BNF 43230386)
- (oc) Jean Bessat et Jacques Reybert (musique), Mïoun : roumanso, 1925 (BNF 43230393)
- (oc) Jean Bessat et Jacques Reybert (musique), A la Fanfaro : cansouneto, 1925 (BNF 43230384)
- (oc) Jean Bessat et Jacques Reybert (musique), Louïso : Roumanso, Arles, 1925, 4 p. (OCLC 800536014, BNF 43230390)
- (oc) Jean Bessat et Jacques Reybert (musique), Inne a la prouvènço : cant prouvençau, Bordeaux, Lacole, 1928, 4 p. (OCLC 908118989, SUDOC 184983150), créé par Legros fiéu, baryton de l'opéra de Nice lors des Grandes Fêtes d'Arles de 1928.
- (oc) Jean Bessat et Jacques Reybert (musique), Mirèio : Roumanso, Arles, 193?, 3 p. (OCLC 800536153)

### Histoire, essais, biographies
- (oc) Jean Bessat (ill. Jule Gelin), La fiero de Bèu-Caire : sis ourigino, soun istori, soun negoci, Toulon, Ed. de la Pignato, 1946, 30 p. (OCLC 799089561, SUDOC 008919992)
- (oc + fr) Jean Bessat (préf. Augustin Troncard), Au vent dis ouro : au gré du temps, pensées, Uzès, 1946, 101 p. (OCLC 495971841, BNF 31810030, SUDOC 006722660)
- (oc + fr) Jean Bessat, Charloun Rieu dóu Paradou : biographie, Marseille, Robert e Fiéu, 1944, 52 p. (OCLC 490081895, SUDOC 007448279, lire en ligne)

## Pour approfondir